# Oggetti non stellari nella costellazione della Corona Australe
Principali oggetti non stellari visibili nella costellazione della Corona Australe.

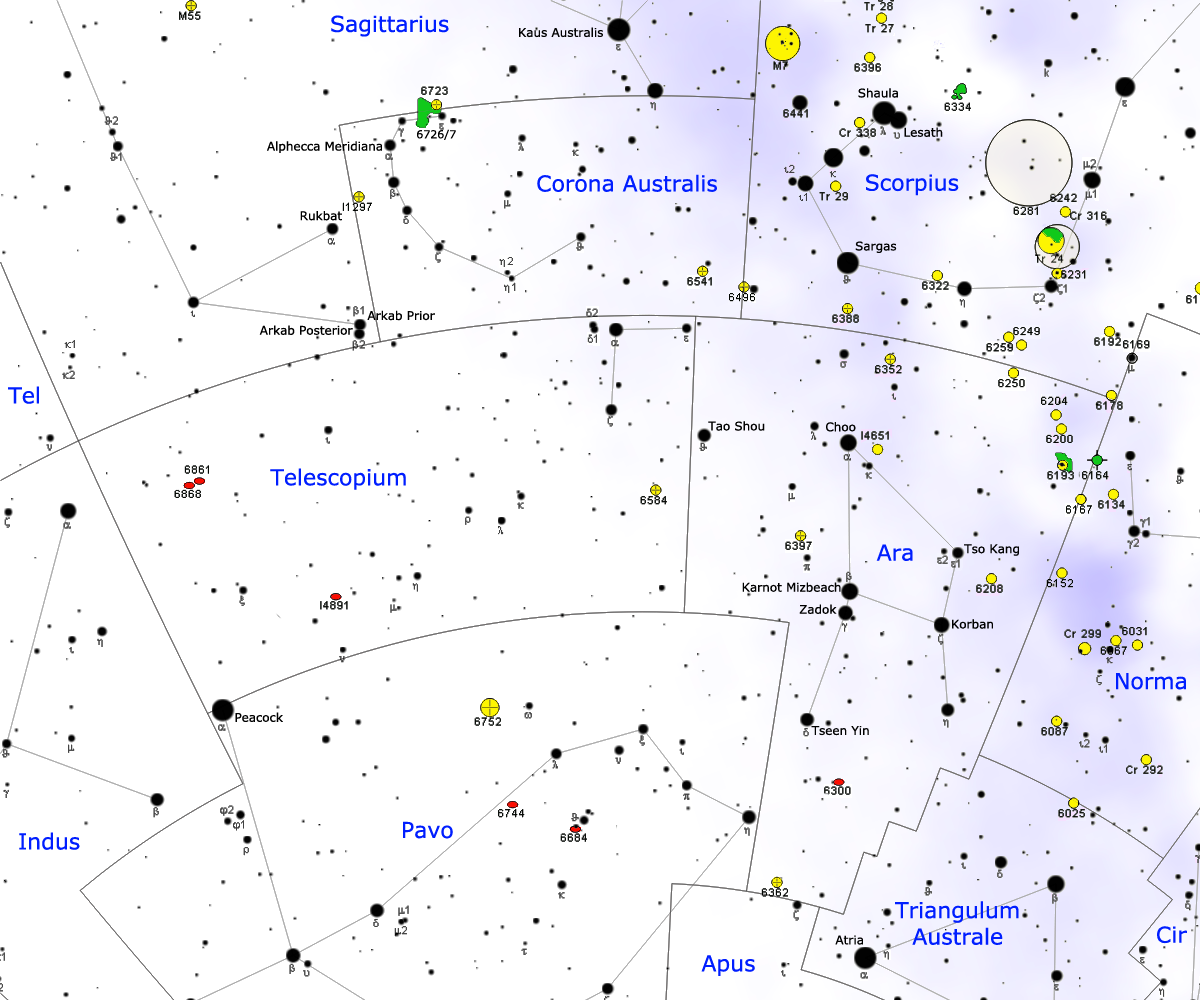
Mappa della costellazione della Corona Australe.

## Ammassi globulari
- NGC 6496
- NGC 6541

## Nebulose planetarie
- IC 1297

## Nebulosa diffuse
- NGC 6726/7
- NGC 6729
- Nube della Corona Australe